# 영산 나들목
영산 나들목(Yeongsan IC)은 대한민국 경상남도 창녕군 계성면 봉산리에 설치된 중부내륙고속도로의 5번 교차로이다. 나들목 진출입로 및 요금소는 영산면 죽사리, 서리, 동리와 접하고 있으며, 인근에 연지못, 영산호국공원과 도천비행장, 부곡온천이 있다. 영산면, 도천면, 부곡면, 계성면 등지로 진출할 수 있으며, 2024년에 완공될 함양울산고속도로 건설과 함께 기존 위치에서 남쪽으로 이설될 예정이다.

## 연혁
- 1977년 12월 16일 :  구마고속도로 내서 ~ 팔달교 구간 개통과 함께 영업 개시
- 1995년 12월 27일 : 구마고속도로 내서 ~ 창녕 구간 왕복 4차로 확장 개통에 따른 나들목 이설[1]
- 2017년 6월 19일 : 2024년까지 나들목 이설을 위해 창녕군 도시계획시설 교통광장에 계성면 봉산리 일원 면적 변경[2]

## 구조물 정보
- 위치: 경상남도 창녕군 계성면 봉산리
- 영업소: 경상남도 창녕군 영산면 영산도천로 549

## 접속하는 도로
- 영산계성로 (국도 제79호선, 지방도 제1008호선)
- 온천로 (국도 제79호선, 지방도 제1008호선)
- 영산도천로
- 간접 연결 : 국도 제5호선, 국가지원지방도 제67호선 (경남대로, 계성 교차로 이용)

## 교통량 정보
| 요금소        | 통행량 (대/일) | 통행량 (대/일) | 통행량 (대/일) | 통행량 (대/일) | 통행량 (대/일) | 통행량 (대/일) | 통행량 (대/일) | 통행량 (대/일) | 통행량 (대/일) | 통행량 (대/일) | 각주  |
| 요금소        | 2001년         | 2002년         | 2003년         | 2004년         | 2005년         | 2006년         | 2007년         | 2008년         | 2009년         | 2010년         | 각주  |
| ------------- | -------------- | -------------- | -------------- | -------------- | -------------- | -------------- | -------------- | -------------- | -------------- | -------------- | ----- |
| 영산 (폐쇄식) | 3,736          | 3,583          | 3,410          | 3,294          | 3,199          | 2,462          | 2,349          | 2,510          | 2,622          | 2,866          | [ 3 ] |
| 요금소        | 2011년         | 2012년         | 2013년         | 2014년         | 2015년         | 2016년         | 2017년         | 2018년         | 2019년         |                | [ 3 ] |
| 영산 (폐쇄식) | 3,041          | 3,122          | 3,290          | 3,309          | 3,347          | 3,455          | 3,472          | 3,337          | 3,379          |                | [ 3 ] |